# يحيى محمد الوريث
يحيى محمد الوريث كان إماما للمملكة المتوكلية اليمنية. كان واحدا من آخر من حكم قبل الإطاحة بالمملكة المتوكلية في ستينات القرن العشرين. نسله بعد الثورة يقيمون الآن في مصر، الأردن، واليمن كأرستقراطيين محليين.